# IF Karlstad Fotboll
IF Karlstad Fotboll än en svensk fotbollsklubb som bildades hösten 2019. Klubben spelar i Ettan Norra. Spelardräkten är i dag svart tröja med blåa ränder, svarta byxor och svarta strumpor.
IF Karlstad Fotboll bildades hösten 2019 efter en sammanslagning av klubbarna Carlstad United och Karlstad BK. Klubben har även ett lag i Division 3 under namnet IF Karlstad Fotbollutveckling.
Klubben tävlar 2023 i Ettan Norra. De slutade säsongen 2022 på fjärde plats i ligan. I augusti 2020 gick den tidigare Akropolis-chefen Konstantinos Panagopoulos till klubben som huvudtränare.
I februari 2022 kom Englands förre förbundskapten Sven-Göran Eriksson till klubben som rådgivare för klubben.
Konstantinos fick sparken i juli 2022. I samband med att klubben fick en ny tränarstab, flyttade även klubben sin hemmaarena från Tingvalla IP till Sola Arena i området Sandbäcken. Totalt 4 000 åskådare kan vistas på arenan och 1 500 åskådare kan sitta på den stora läktaren.

## Publik
De senaste säsongerna har IF Karlstad Fotboll haft följande publiksnitt:
| Säsong | Publiksnitt               | Division    | Nivå   |
| ------ | ------------------------- | ----------- | ------ |
| 2020   | 0 (Ingen publik)          | Ettan Norra | Nivå 3 |
| 2021   | 267 (Delvis ingen publik) | Ettan Norra | Nivå 3 |
| 2022   | 502                       | Ettan Norra | Nivå 3 |
| 2023   | 824                       | Ettan Norra | Nivå 3 |
| 2024   | 822*                      | Ettan Norra | Nivå 3 |

## Säsonger

### Serie
| Säsong | Nivå   | Division | Serie | Placering | Aktivitet |
| ------ | ------ | -------- | ----- | --------- | --------- |
| 2020   | Nivå 3 | Ettan    | Norra | 8         |           |
| 2021   | Nivå 3 | Ettan    | Norra | 4         |           |
| 2022   | Nivå 3 | Ettan    | Norra | 5         |           |
| 2023   | Nivå 3 | Ettan    | Norra | 8         |           |
| 2024   | Nivå 3 | Ettan    | Norra | 6         |           |

### Matcher 2023
| 1 4 Februari 2023  | IF Karlstad | 4–0 Träningsmatch | BK Forward | Karlstad                |  |  |
| 14:00 CEST (UTC+2) |             |                   |            | Arena: Karlstad Airdome |  |  |
|                    |             |                   |            |                         |  |  |

| 2 11 Februari 2023 | IF Karlstad | 2–1 Träningsmatch | Ahlafors IF | Karlstad                |  |  |
| 15:00 CEST (UTC+2) |             |                   |             | Arena: Karlstad Airdome |  |  |
|                    |             |                   |             |                         |  |  |

| 3 20 Februari 2023 | IF Karlstad | 2–1 Träningsmatch | Degerfors IF | Karlstad                        |  |  |
| 18:00 CEST (UTC+2) |             |                   |              | Arena: Solstadens konstgräsplan |  |  |
|                    |             |                   |              |                                 |  |  |

| 4 25 Februari 2023 | IF Karlstad | 2–1 Träningsmatch | Ljungskile SK | Karlstad                        |  |  |
| 13:00 CEST (UTC+2) |             |                   |               | Arena: Solstadens konstgräsplan |  |  |
|                    |             |                   |               |                                 |  |  |

| 5 4 Mars 2023      | IF Karlstad | 4–2 Träningsmatch | Hammarby IF | Karlstad                        |  |  |
| 13:00 CEST (UTC+2) |             |                   |             | Arena: Solstadens konstgräsplan |  |  |
|                    |             |                   |             |                                 |  |  |

## Spelartrupp
(L) - Inlånad spelare
| Nummer      | Land        | Spelare               | Födelsedatum      | Kom från              | Moderklubb      |           |
| Målvakter   | Målvakter   | Målvakter             | Målvakter         | Målvakter             | Målvakter       | Målvakter |
| ----------- | ----------- | --------------------- | ----------------- | --------------------- | --------------- | --------- |
| 1           | Sverige     | Mathias Karlsson      | 1 september 1995  | Gais                  | Råtorps IK      |           |
| 27          | Sverige     | Carl Josefsson        | 29 november 2004  | IF Elfsborg           | Råda BK         |           |
| Försvarare  |             |                       |                   |                       |                 |           |
| 10          | Sverige     | Oskar Alvers          | 28 januari 1997   | Nordic United         | IFK Skoghall    |           |
| 12          | Sverige     | Andreas Bellander     | 12 oktober 1988   | Karlstad BK           | Riala GoIF      |           |
| 16          | Sverige     | Jonathan Johnsson     | 6 februari 2002   | IF Sylvia             | Örebro SK       |           |
| 17          | Sverige     | Nuha Jatta            | 22 januari 2003   | Ljungskile SK         | Gais            |           |
| 18          | Sverige     | Jacob Ericsson        | 17 september 1993 | Falkenbergs FF        | Sommarro IF     |           |
| 23          | Sverige     | Lukas Rhöse           | 7 augusti 2000    | Skövde AIK            | Norrstrands IF  |           |
| 29          | Kenya       | Frank Odhiambo (L)    | 29 oktober 2002   | Djurgårdens IF        | Bongonaya       |           |
| Mittfältare |             |                       |                   |                       |                 |           |
| 6           | Afghanistan | Suleman Zurmati       | 1 juni 2000       | Utsiktens BK          | Karlstad BK     |           |
| 7           | Sverige     | Emil Berger           | 23 maj 1991       | HB                    | Degerfors IF    |           |
| 8           | Sverige     | Noel Björk            | 21 augusti 2003   | IF Karlstad Fotboll U | Sommarro IF     |           |
| 9           | Sverige     | Jesper Carström       | 18 maj 2002       | GIF Sundsvall         | Svartviks IF    |           |
| 19          | Sverige     | Elliot Nilsson King   | 11 juli 2001      | Säffle SK             | SK Sifhälla     |           |
| 21          | Nigeria     | Ibrahim Adewale (L)   | 20 september 2006 | Tripple 44            | Tripple 44      |           |
| 25          | Sverige     | Filip Johansson Bahar | 23 november 1999  | IF Karlstad Fotboll U | Norrstrands IF  |           |
| 26          | Nigeria     | Ajibola Owoyemi (L)   | 12 augusti 2006   | Tripple 44            | Tripple 44      |           |
| 28          | Sverige     | Adam Bark             | 26 september 2000 | Örebro SK             | Rynninge IK     |           |
| Anfallare   |             |                       |                   |                       |                 |           |
| 11          | Sverige     | Samuel Rydz           | 4 juli 2003       | Hammarby TFF          | Brottby SK      |           |
| 15          | Sverige     | Leon Dusi (L)         | 16 april 2006     | IFK Göteborg          | Bohus IF        |           |
| 20          | Sverige     | Nils Andersson Gärds  | 25 juli 2005      | IF Karlstad Fotboll U | FBK Karlstad    |           |
| 24          | Sverige     | José Segura Bonilla   | 27 maj 1999       | Åtvidabergs FF        | Villastadens IF |           |